# Mulgi-ervaringscentrum
Het Mulgi-ervaringscentrum (Estisch: Mulgi elamuskeskus) is een museum in het Estse dorp Sooglemäe, gewijd aan de Mulgi-cultuur. 
Het museum bevindt zich op het terrein van de Sooglemäe-boerderij uit 1909. In het hoofdgebouw is een expositie te zien over de Mulgi-cultuur, waaronder hun taal, klederdracht en lokale eetcultuur. In de voormalige stallen is een tentoonstelling ingericht over de geschiedenis van de Mulgi. Het museum beschikt ook over een buitengebied van 7 hectare met verschillende wandelroutes.
Het museum is eigendom van het Instituut voor Mulgi-cultuur. Tussen 2008 en 2009 ginge het instituut actief op zoek naar vastgoed voor een nieuw Mulgi-museum. In de herfst van 2009 viel de keuze op de Sooglemäe-boerderij vanwege de gunstige ligging ten opzichte van de snelweg en meerdere nabijgelegen toeristische attracties.
Het museum is ontworpen door het architectenbureau NÜÜD. Er werden nieuwe houten en glazen gebouwen over de bestaande gebouwen heen gebouwd, met als doel een verbinding te creëren tussen oud en nieuw. De eerste bouwfase kostte 2,5 miljoen euro. Het museum opende zijn deuren op 31 mei 2023.